# La Palma, Encarnación de Díaz
La Palma är en ort i Mexiko.   Den ligger i kommunen Encarnación de Díaz och delstaten Jalisco, i den centrala delen av landet, 400 km nordväst om huvudstaden Mexico City. La Palma ligger 2 092 meter över havet och antalet invånare är 142.
Terrängen runt La Palma är kuperad norrut, men söderut är den platt. Runt La Palma är det ganska tätbefolkat, med 56 invånare per kvadratkilometer. Närmaste större samhälle är Corral de Piedra, 15,3 km sydväst om La Palma. Trakten runt La Palma består i huvudsak av gräsmarker.